# Tour Zehrfuss
La Tour Zehrfuss est un projet de tour à La Défense qui vit le jour entre 1958 et 1964. Cette tour (dite de première génération), de 60 étages et de 250 m de haut devait devenir la plus haute tour d'Europe et être classée parmi les 15 plus hauts édifices du monde (de l'époque).
Elle s'inscrivait dans un projet d'urbanisme comportant 24 autres tours, le long d'un axe.
La Tour Zehrfuss de l'architecte Bernard Zehrfuss, est conçu comme une avenue verticale de 5 places, distantes chacune de 40 m (à des hauteurs différentes), qui permettent aux 4 tours, que constitue la tour Zehrfuss d'être relié les unes aux autres.
Même si aucune critique ne fut faite contre cette tour à l'époque du fait d'un certain enthousiasme, le projet fut quand même enterré en 1969, faute d'investisseurs et à la suite de la première crise de La Défense, qui ouvrit la porte au nouveau plan d'aménagement de La Défense et (aux tours de seconde génération).